# McCamey
McCamey è un comune (city) degli Stati Uniti d'America della contea di Upton nello Stato del Texas. La popolazione era di 1.887 abitanti al censimento del 2010. È situata nel Texas occidentale. La Legislatura del Texas ha dichiarato McCamey "la capitale dell'energia eolica del Texas" a causa dei numerosi parchi eolici che sono stati costruiti nella zona. La sua storia, tuttavia, è principalmente quella di una boomtown a causa della scoperta del petrolio.

## Geografia fisica
McCamey è situata a 31°07′56″N 102°13′20″W (31.132300, -102.222106).
Secondo lo United States Census Bureau, la città ha una superficie totale di 5,25 km², dei quali 5,25 km² di territorio e 0 km² di acque interne (0% del totale).

## Società

### Evoluzione demografica
Secondo il censimento del 2010, la popolazione era di 1.887 abitanti.

### Etnie e minoranze straniere
Secondo il censimento del 2010, la composizione etnica della città era formata dal 68,57% di bianchi, il 2,33% di afroamericani, l'1,85% di nativi americani, lo 0% di asiatici, lo 0% di oceanici, il 24,38% di altre razze, e il 2,86% di due o più etnie. Ispanici o latinos di qualunque razza erano il 59,35% della popolazione.